# Knox County (Illinois)
Knox County is een county in de Amerikaanse staat Illinois.
De county heeft een landoppervlakte van 1.855 km² en telt 55.836 inwoners (volkstelling 2000). De hoofdplaats is Galesburg.